# Courchapon
Courchapon ist eine französische Gemeinde mit 242 Einwohnern (Stand: 1. Januar 2022) im Département Doubs in der Region Bourgogne-Franche-Comté.

## Geographie
Courchapon liegt auf einer Höhe von 202 m über dem Meeresspiegel, vier Kilometer südwestlich von Marnay und etwa 21 Kilometer westlich der Stadt Besançon (Luftlinie). Das Dorf erstreckt sich in der breiten Talebene des Ognon, am Nordrand der Hügellandschaft zwischen den Tälern von Ognon und Doubs.
Die Fläche des 5,31 km² großen Gemeindegebiets umfasst einen Abschnitt des unteren Ognontals. Entlang dem Ognon, der hier mit zahlreichen Mäandern durch eine ungefähr drei Kilometer breite Talebene nach Westen fließt, respektive seinem linken Seitenbach Ruisseau du Moulin de Chazoy verläuft die nördliche Grenze. Bei Courchapon erhält der Ognon Zufluss durch den in der Source de la Roche entspringenden Bach. Vom Flusslauf des Ognon erstreckt sich das Gemeindeareal südwärts über die auf durchschnittlich 200 m gelegene Alluvialebene, die überwiegend mit Acker- und Wiesland bestanden ist. Weiter im Süden steigt das Gelände allmählich zu den Kuppen der leicht gewellten Landschaft zwischen Ognon und Doubs an. Dieses Gebiet zeigt ein lockeres Gefüge von Wiesland und Wald. Mit 332 m wird auf der Anhöhe von Vauboulon die höchste Erhebung von Courchapon erreicht. 
Nachbargemeinden von Courchapon sind Chenevrey-et-Morogne im Norden, Burgille im Osten, Lantenne-Vertière, Étrabonne und Le Moutherot im Süden sowie Jallerange im Westen.

## Geschichte
Das Gemeindegebiet von Courchapon war schon sehr früh besiedelt. Zeugen der Anwesenheit des Menschen während des Magdalénien (späte Altsteinzeit) und während der Neusteinzeit sind vorhanden. Ausgrabungsfunde befinden sich im Archäologischen Museum in Besançon. 
Zusammen mit der Franche-Comté gelangte Courchapon mit dem Frieden von Nimwegen 1678 definitiv an Frankreich. Im Jahr 1972 wurde Courchapon zusammen mit Le Moutherot nach Jallerange eingemeindet, doch Courchapon erhielt bereits 1981 seine Selbständigkeit wieder zurück. Heute ist Courchapon Mitglied des Gemeindeverbandes Val Marnaysien.

## Sehenswürdigkeiten

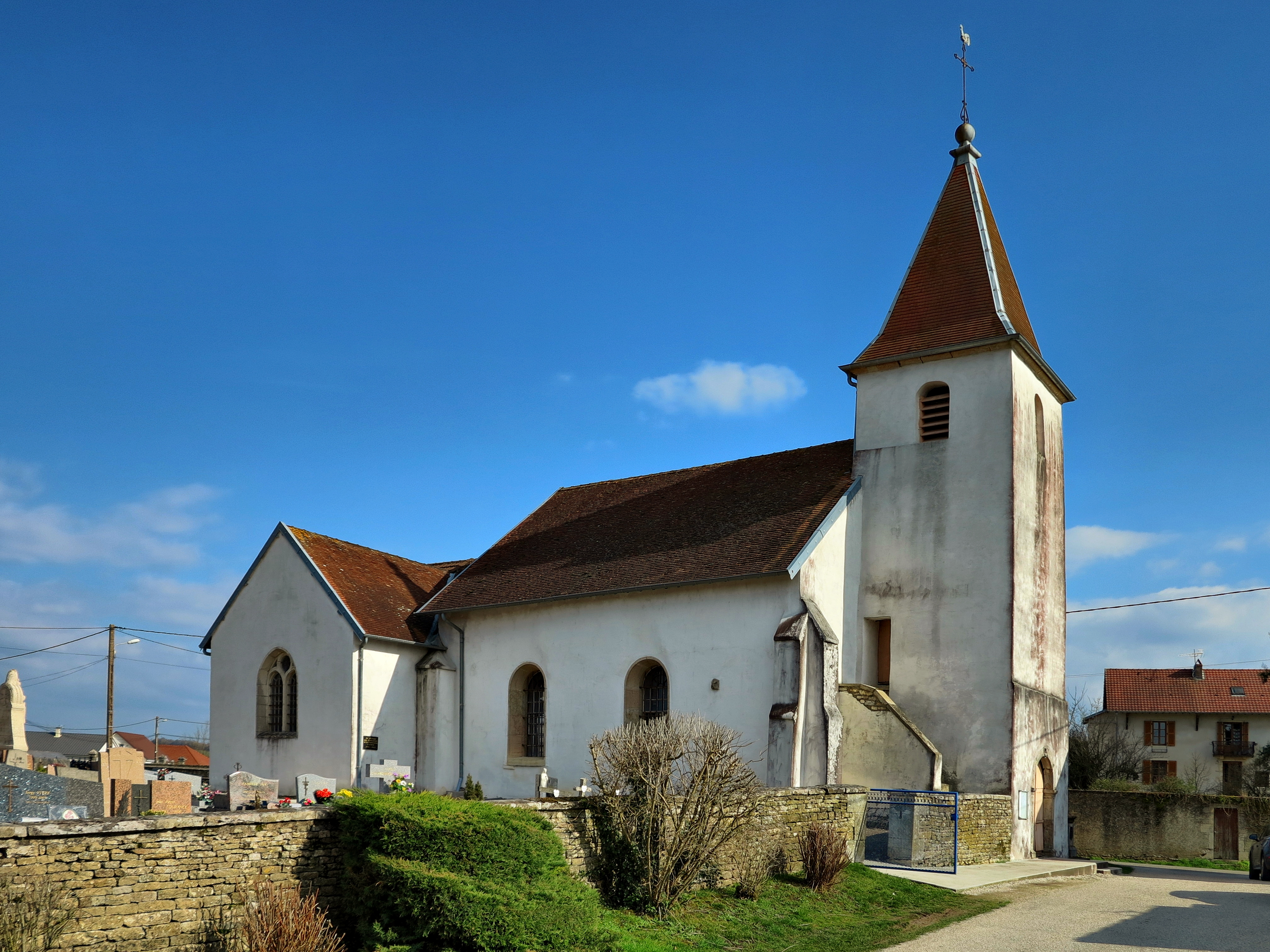
Kirche Conversion de Saint-Paul

Die Dorfkirche von Courchapon stammt ursprünglich aus dem 14. Jahrhundert, wurde aber seither mehrfach umgestaltet.

## Bevölkerung
| Jahr                       | 1962 | 1968 | 1975 | 1982 | 1990 | 1999 | 2008 | 2018 |
| Einwohner                  | 79   | 75   | 97   | 89   | 124  | 140  | 170  | 231  |
| Quellen: Cassini und INSEE |      |      |      |      |      |      |      |      |

Mit 242 Einwohnern (Stand 1. Januar 2022) gehört Courchapon zu den kleinen Gemeinden des Départements Doubs. Nachdem die Einwohnerzahl in der ersten Hälfte des 20. Jahrhunderts deutlich abgenommen hatte (1896 wurden noch 203 Personen gezählt), wurde seit Beginn der 1980er Jahre wieder ein kontinuierliches Bevölkerungswachstum verzeichnet.

## Wirtschaft und Infrastruktur
Courchapon war bis weit ins 20. Jahrhundert hinein ein vorwiegend durch die Landwirtschaft (Ackerbau, Obstbau und Viehzucht) und die Forstwirtschaft geprägtes Dorf. Daneben gibt es heute einige Betriebe des lokalen Kleingewerbes, darunter je ein Unternehmen der Holzverarbeitung und der Reinigungsbranche. Mittlerweile hat sich das Dorf auch zu einer Wohngemeinde gewandelt. Viele Erwerbstätige sind Wegpendler, die in den größeren Ortschaften der Umgebung und in der Agglomeration Besançon ihrer Arbeit nachgehen.
Die Ortschaft liegt abseits der größeren Durchgangsachsen an einer Departementsstraße, die von Marnay nach Thervay führt. Der nächste Anschluss an die Autobahn A36 befindet sich in einer Entfernung von ungefähr 15 Kilometern. Eine weitere Straßenverbindung besteht mit Lantenne-Vertière.